# Oljato-Monument Valley
|  | Per a altres significats, vegeu «Oljato-Monument Valley (Arizona)». |

Oljato-Monument Valley (en San Juan Ooljééʼtó) és una concentració de població designada pel cens dels Estats Units a l'estat de Utah i dins de la Nació Navajo.

## Demografia
Segons el cens dels Estats Units del 2000, Oljato-Monument Valley tenia 864 habitants
, 207 habitatges, i 174 famílies.
Dels 207 habitatges en un 55,1% hi vivien nens de menys de 18 anys, en un 58% hi vivien parelles casades, en un 20,8% dones solteres, i en un 15,5% no eren unitats familiars. En el 13% dels habitatges hi vivien persones soles l'1,9% de les quals corresponia a persones de 65 anys o més que vivien soles. El nombre mitjà de persones vivint en cada habitatge era de 4,17 i el nombre mitjà de persones que vivien en cada família era de 4,61.
Per edats la població es repartia de la següent manera: un 43,4% tenia menys de 18 anys, un 12,3% entre 18 i 24, un 26,9% entre 25 i 44, un 13,8% de 45 a 60 i un 3,7% 65 anys o més.
L'edat mediana era de 22 anys. Per cada 100 dones de 18 o més anys hi havia 103,3 homes.
El segons el cens dels Estats Units de 2010 el 94,10% dels habitants són nadius americans i el 5,44% blancs.